# Bartodzieje Wielkie
Bartodzieje Wielkie (niem. Gross-Bartelssee) – część miasta Bydgoszcz. Położona jest na północ od centrum miasta, w rejonie ulicy Gajowej.
Dawniej odrębna gmina jednstkowa, 1 kwietnia 1920 włączona do Bydgoszczy.